# Thermomyces ibadanensis
Thermomyces ibadanensis är en svampart som beskrevs av Apinis & Eggins 1966. Thermomyces ibadanensis ingår i släktet Thermomyces, ordningen Eurotiales, klassen Eurotiomycetes, divisionen sporsäcksvampar och riket svampar.   Inga underarter finns listade i Catalogue of Life.